# 藍翅扁甲
藍翅扁甲（学名：Cucujus mniszechi）为扁甲科扁甲屬下的一个种。